# Sri Lankan Navy

Sri Lankan Navy (Sinhala: Sri Lanka Navika Hamudawa) är Sri Lankas marina styrka och den klassas som den mest viktiga beväpnade försvarsstyrkan i Sri Lanka. Den utför militära operationer på havet för att försvara nationen och dess intressen. 